# Amphipoea albicosta
Amphipoea albicosta är en fjärilsart som beskrevs av Tutt 1891. Amphipoea albicosta ingår i släktet Amphipoea och familjen nattflyn. Inga underarter finns listade i Catalogue of Life.